# Fronteira Híbrida
Fronteira Híbrida: Relações Improváveis Entre Música e Quadrinhos é um álbum brasileiro de história em quadrinhos de autoria de Luiz Gê. A HQ foi lançada em 2022 pela editora MMarte Produções.
O livro apresenta novos trabalhos do autor, envolvendo teatro e quadrinhos. Além disso, Luiz Gê também revisita, em texto e novas formas gráficas, suas principais histórias. A coletânea, de 240 páginas, intercala diversos trabalhos do autor com reflexões sobre possibilidades pouco exploradas da linguagem dos quadrinhos. O prefácio é de Arrigo Barnabé.
Em 2023, o livro ganhou o 35º Troféu HQ Mix na categoria de melhor projeto editorial.